# Estuario della Gironda
L'estuario della Gironda, detto anche semplicemente Gironda (in francese Gironde), è un estuario del sud ovest della Francia, situato all'interno della regione della Nuova Aquitania (dipartimento della Gironda e della Charente Marittima). È l'estuario comune dei fiumi Garonna e Dordogna.

## Geografia

### L'estuario ed i dintorni

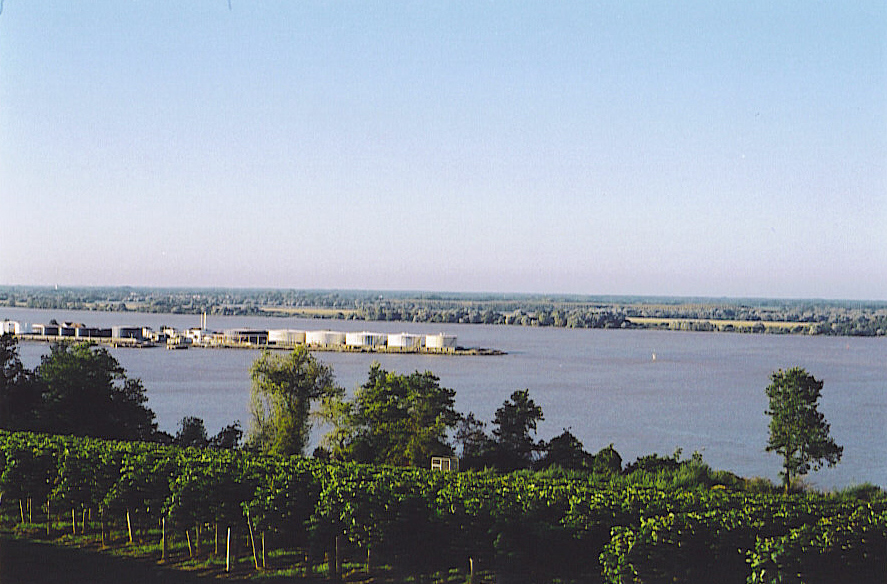
La confluenza della Garonna e della Dordogna al Bec-d'Ambès

L'estuario della Gironda incomincia ad Ambès (Bec-d'Ambès), nel punto dove Dordogna e Garonna s'incontrano, e termina alla Pointe-de-Grave, sulla riva sinistra, ed alla punta di Suzac, sulla riva destra, dove le acque dei due fiumi, ormai riunite, incontrano l'Oceano Atlantico.
Sulle due sponde, sia su quella di destra che quella di sinistra, vi sono vigneti, tutti coltivati con pregiate uve bordolesi. La Gironda, con le sue acque, bagna i dipartimenti e le città seguenti:
- Gironda: Blaye, Pauillac, Le Verdon-sur-Mer
- Charente-Maritime: Royan, Meschers-sur-Gironde, Mortagne-sur-Gironde.

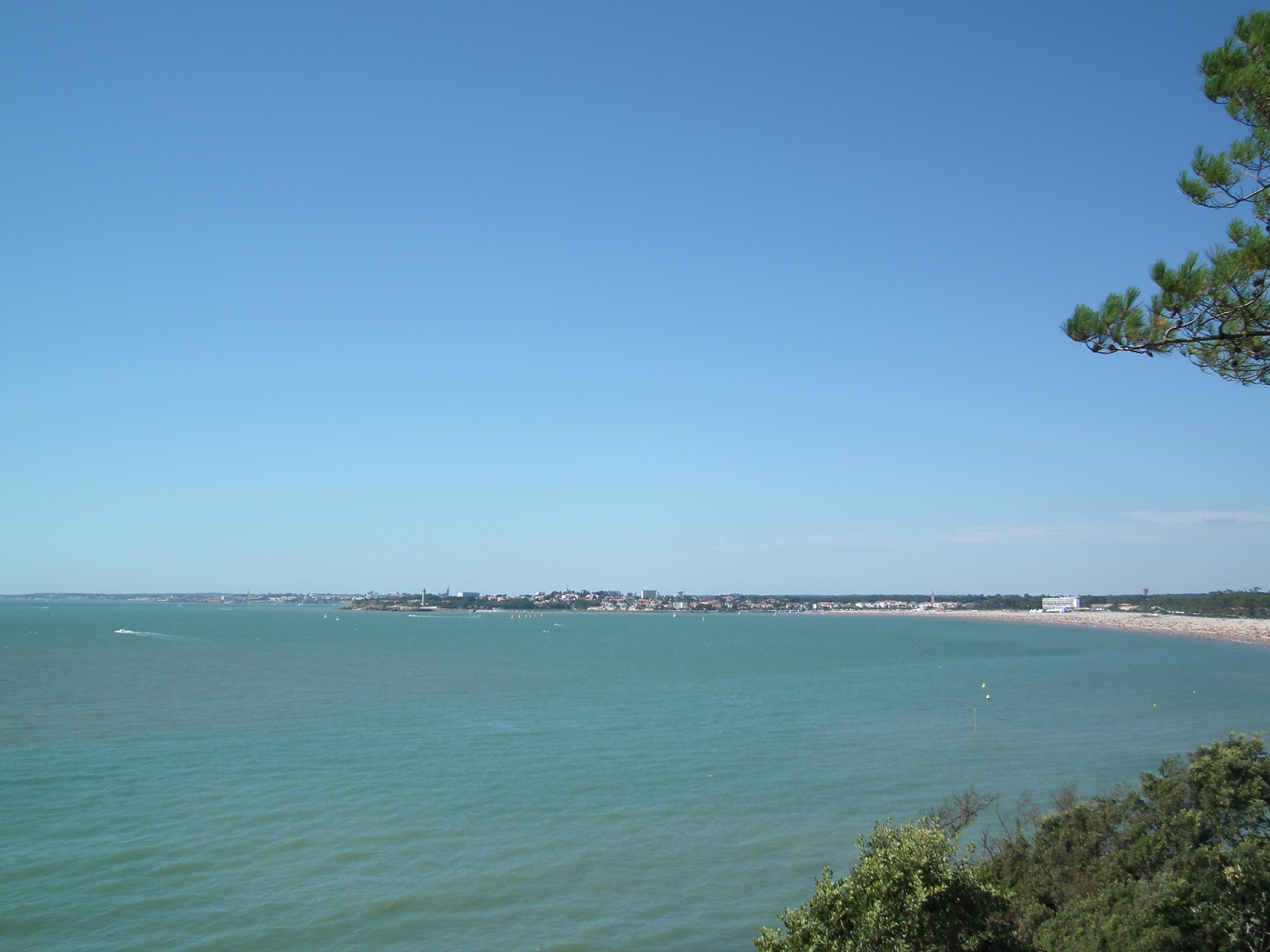
L'imbocco della Gironda a Saint-Georges-de-Didonne.

### Le isole
Diverse isole (che nel tempo hanno subito continue modifiche, dovute alla correnti e quindi allo spostamento dei banchi di sabbia) sono presenti nell'estuario della Gironda, tra il Bec-d'Ambès e l'imboccatura dell'estuario. Da nord a sud le più grandi sono:
- l'isola di Patiras, la più vecchia, coltivata a mais ed a vigne; vi è un faro. Un tempo era destinata alla quarantena delle navi che dovevano attraccare ai porti dell'estuario.
- l'isola Nuova, riserva naturale dal 1991.
- l'isola Paté, sulla quale fu costruito dal Vauban nel 1690 il forte Paté, un forte nato per controllare l'accesso alla Gironda
- l'isola Verde, l'isola del Nord e l'isola Cazeau, che costituiscono un piccolo arcipelago di circa 790 ettari. L'isola verde è l'unica abitata (un piccolo borgo) ed è coltivata a vite.
- l'isola Margaux, vicino alla riva sinistra, è piccola (25 ettari) ed è coltivata a viti (14 ettari).

#### Immagini delle isole dell'estuario

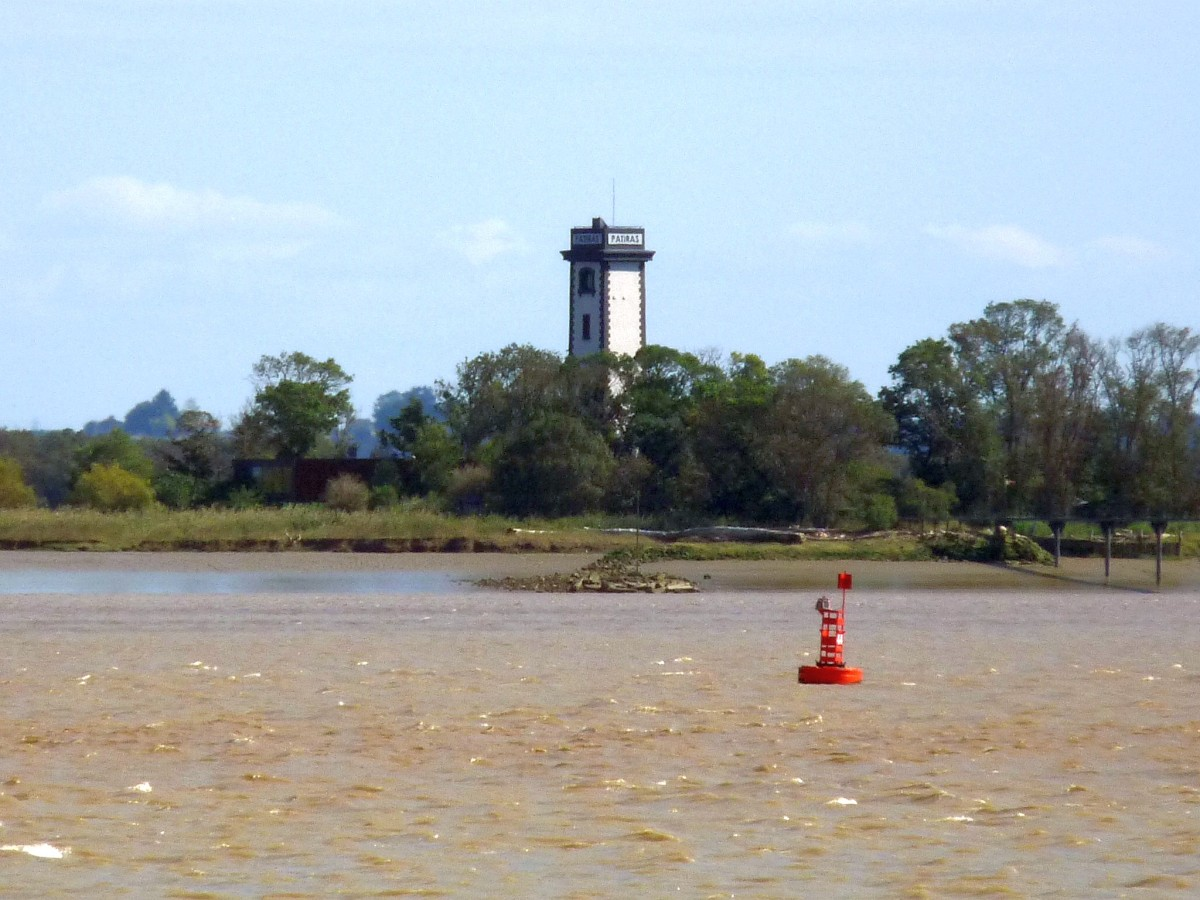
L'isola di Patiras
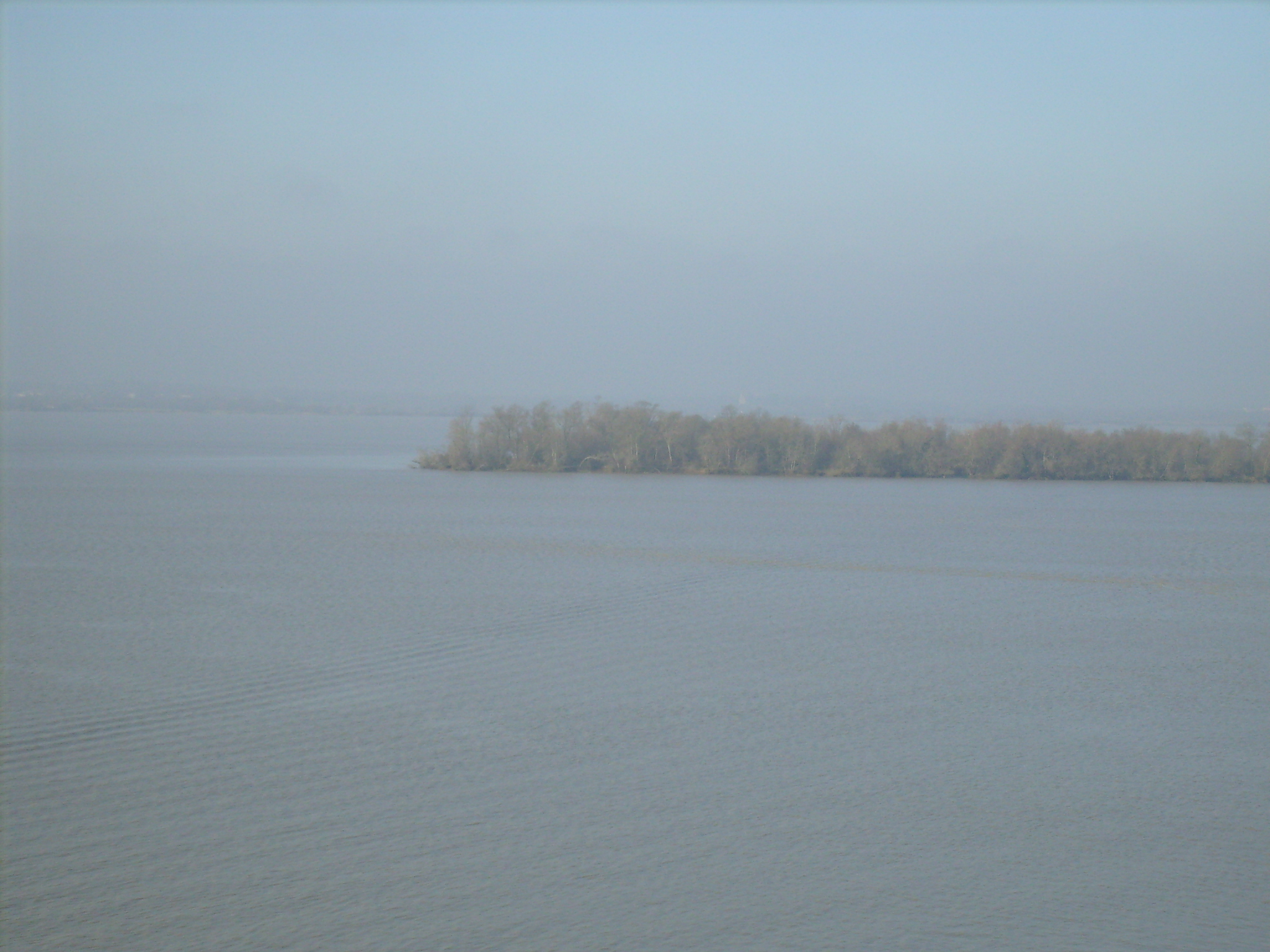
L'isola nuova, emergente dalle nebbie
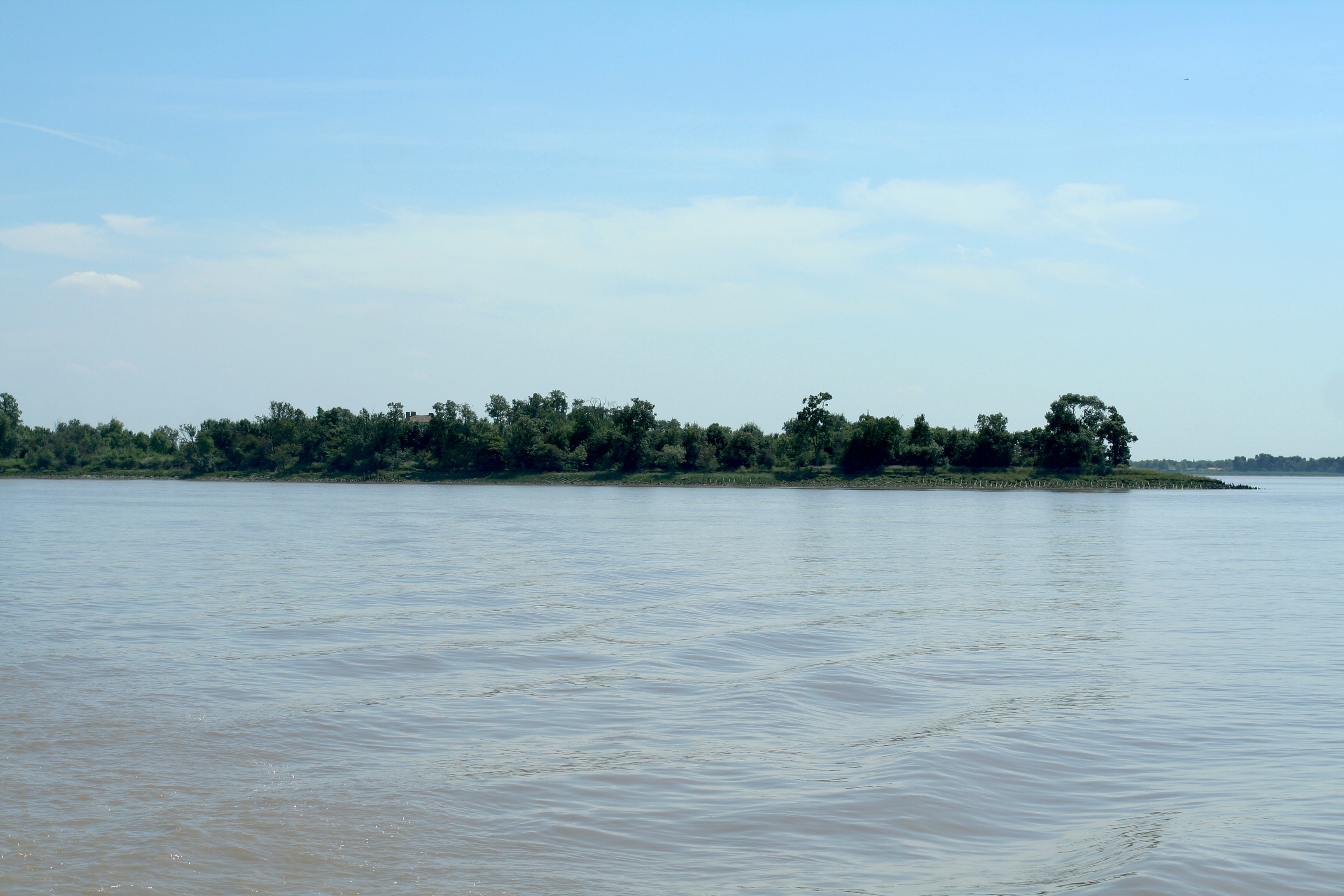
L'isola Paté

## Formazione
Circa 2000 anni fa lungo le due sponde si formarono delle paludi, poi circa 1000 anni fa si formarono delle dune e pian piano le lagune si prosciugarono, infatti oggi non ve ne sono più. Comunque le rive sono in continua evoluzione: nel 1999 è sparita l'isola della Croute mentre il paese di Bourg-sur-Gironde ora si trova sulla Dordogna anziché sulla Gironda.

## Idrologia
L'estuario della Gironda è il più grande estuario dell'Europa occidentale, lungo 75 km e largo tra i 5 ed i 12 km con una superficie di 635 km².
La Dordogna e la Garonna hanno una portata di acqua dolce di circa 800 – 1000 m³/secondo; le maree, due volte al giorno, muovono da circa 15.000 a 25.000 m³ di acqua di mare verso l'interno dell'estuario, favorendo così la formazione dei banchi di sabbia, che si calcola siano il deposito da circa 1 o 3 milioni di tonnellate di particelle in sospensione all'anno (si calcola che ne vengano trasportate da circa 2 a 8 milioni di tonnellate l'anno). Queste maree dinamiche risalgono la Gironda ed il corso dei due fiumi sino a 150 km dall'imboccatura.

## La navigazione

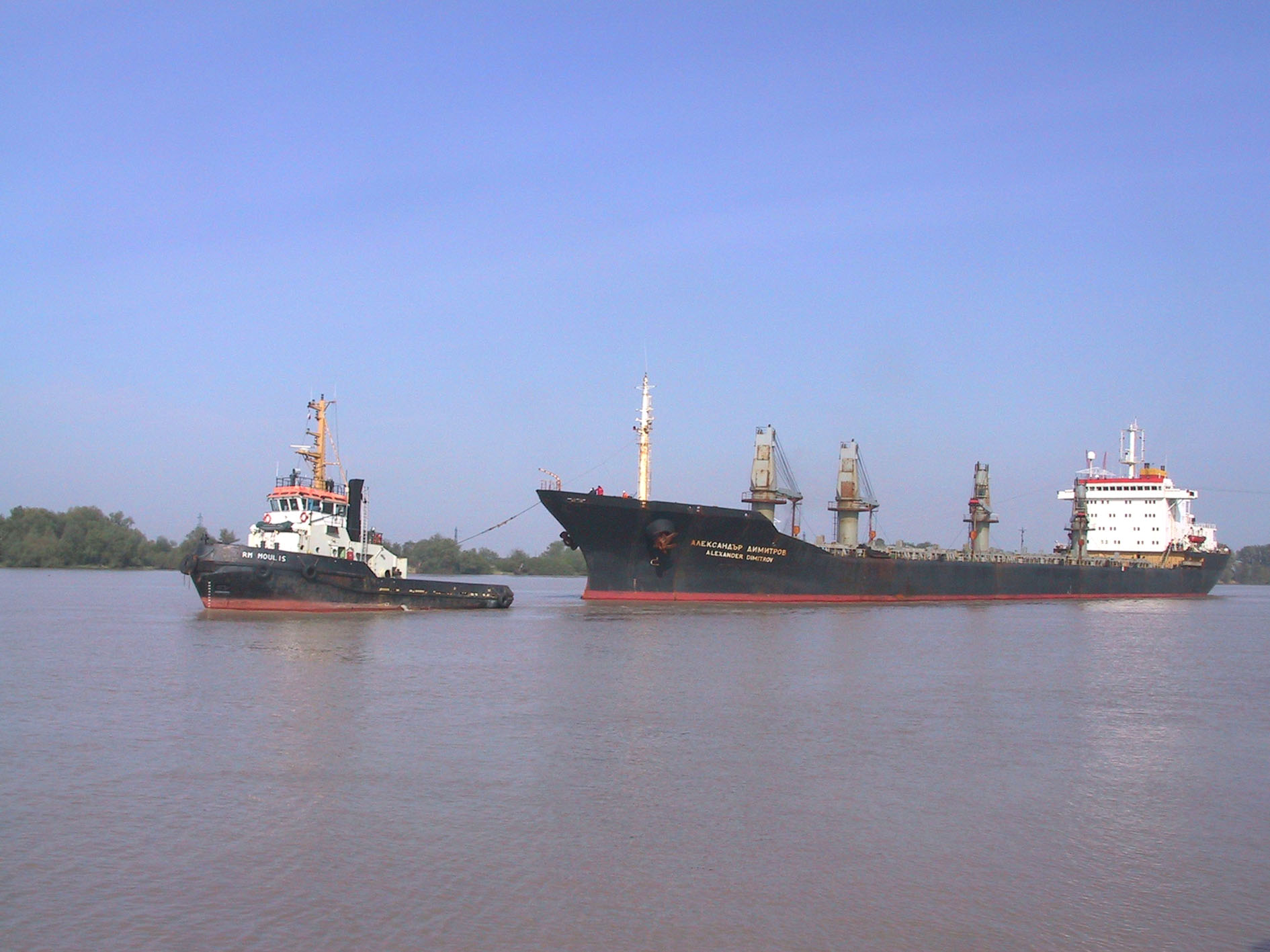
Una nave portarinfuse a rimorchio durante l'ingresso ad uno dei porti autonomi di Bordeaux

L'estuario è un'importante via di navigazione e di trasporto merci attraverso navi da carico, navi porta contenitori, battelli per la pesca e navi per turismo e diporto.

### Storia della navigazione
Si hanno reperti dell'età del Bronzo che testimoniano un commercio di stagno proveniente dalla Cornovaglia e poi di rame proveniente dalla Spagna. Allo scopo venne fondata la città di Burdigala, la futura Bordeaux. Nel corso del IX secolo i Normanni si installarono alla foce della Gironda, assalendo le navi commerciali.
Comunque il traffico si sviluppò sempre più e prese slancio con l'avvento dei re inglesi (nel 1152 il futuro re d'Inghilterra, Enrico Plantageneto sposò la duchessa Eleonora d'Aquitania) che svilupparono il commercio del vino di Bordeaux. Il faro di Cordouan, del XIII secolo, facilitò la navigazione, che si sviluppò, senza sosta, sino alle battaglie navali del 1406, 1442 e 1451 nel corso della guerra dei cent'anni tra inglesi e francesi.
Agl'inglesi, nel XVI secolo, seguirono gli olandesi, che insediatisi a Bordeaux svilupparono ulteriormente il commercio del vino e cominciarono i traffici transatlantici.
Nel corso del XVII secolo il traffico, specialmente quello con le colonie, continuò a svilupparsi e Bordeaux divenne il principale porto francese. Questo portò i nemici e molti avventurieri ad insidiare le navi che transitavano la Gironda. Il re Sole, nel 1662, autorizzò l'armamento di navi per difendere il traffico ed autorizzò i corsari ad attaccare le navi inglesi ed olandesi per rappresaglia.
Nel corso del XVIII secolo, come a Nantes e a La Rochelle, si sviluppò anche il traffico di schiavi che col famoso commercio triangolare arricchì parecchi commercianti di Bordeaux.
Nel corso del XIX secolo il traffico nell'estuario cominciò a diminuire e contemporaneamente Le Havre divenne il porto di Francia più trafficato.

### Vauban e l'estuario

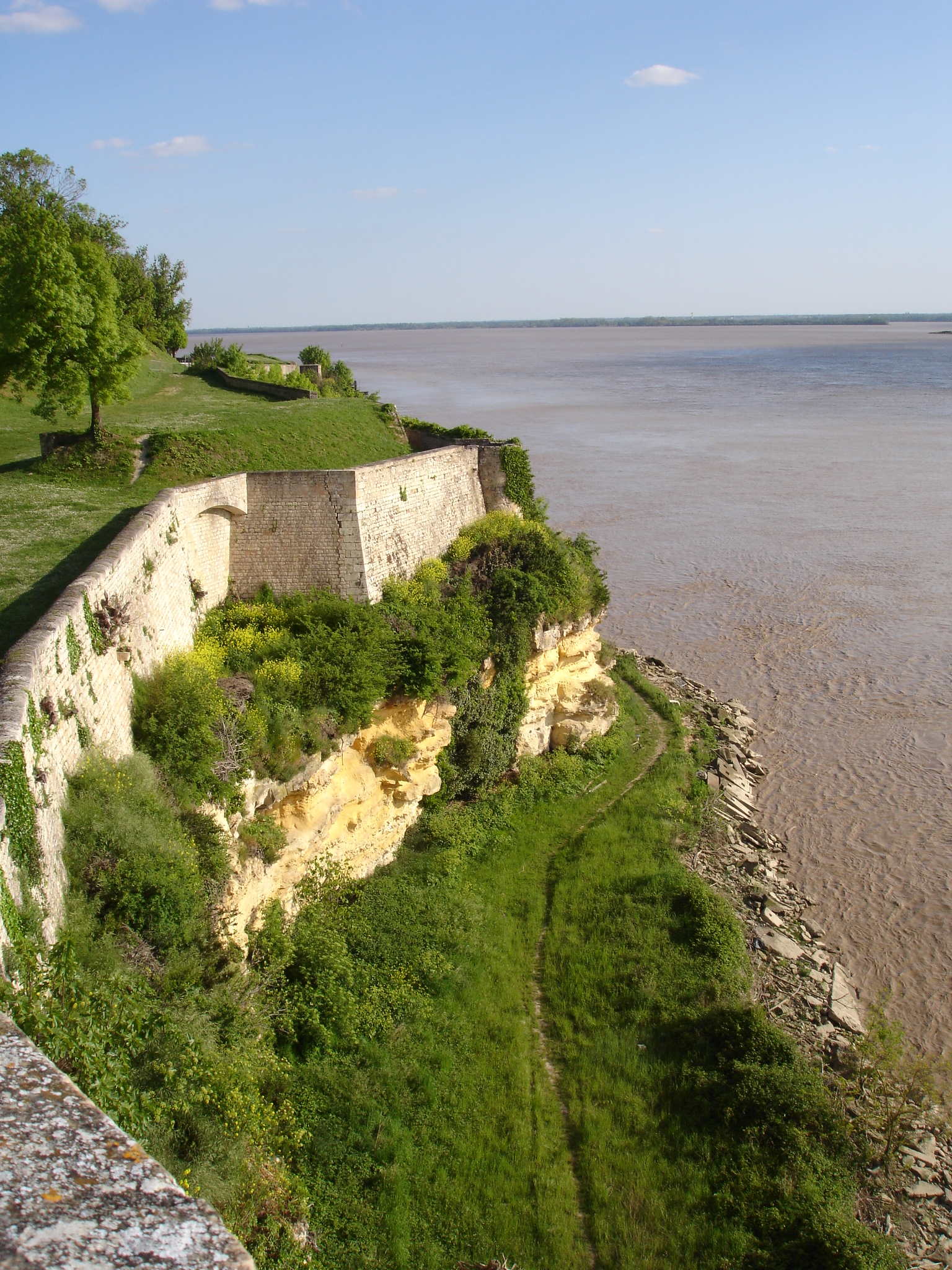
Le fortificazioni della cittadella di Blaye sulla Gironda

Il commissario straordinario per le fortificazioni del re Sole, Vauban, nella seconda metà del XVII secolo fece costruire un sistema di fortificazioni, iniziando con la cittadella di Blaye, nel territorio del comune di Blaye, sulla riva destra, completandolo poi, tra il 1690 ed il 1693 con i forti Médoc, sulla riva sinistra, e Paté, situato sull'isola omonima al centro dell'estuario.

### I porti
In totale nell'estuario vi sono una quarantina di porti. I principali sono:
- Lamarque, porto dei traghetti per l'attraversamento dell'estuario
- Blaye, porto turistico, ai piedi della cittadella del Vauban
- Mortagne-sur-Gironde, porto sia turistico che di pesca; il quinto porto dell'estuario.
- Pauillac, primo porto dell'estuario.
- Verdon-sur-Mer, col suo porto moderno di Médoc è il più vicino all'Oceano Atlantico.

### Traghetti
La Gironda può essere attraversata in tre punti:
- a nord un traghetto per veicoli e passeggeri tra Royan e Verdon-sur-Mer
- a sud un altro per veicoli e passeggeri tra Lamarque e Blaye
- tra i due un altro per soli passeggeri collega Pauillac a Port-Vitrezay.

### Battelli tradizionali
Nell'estuario della Gironda vi sono due tipi di imbarcazioni caratteristiche:
- la gabare, per il trasporto di merci, soprattutto il vino
- la filadière, barca a vela per la pesca.

## La pesca

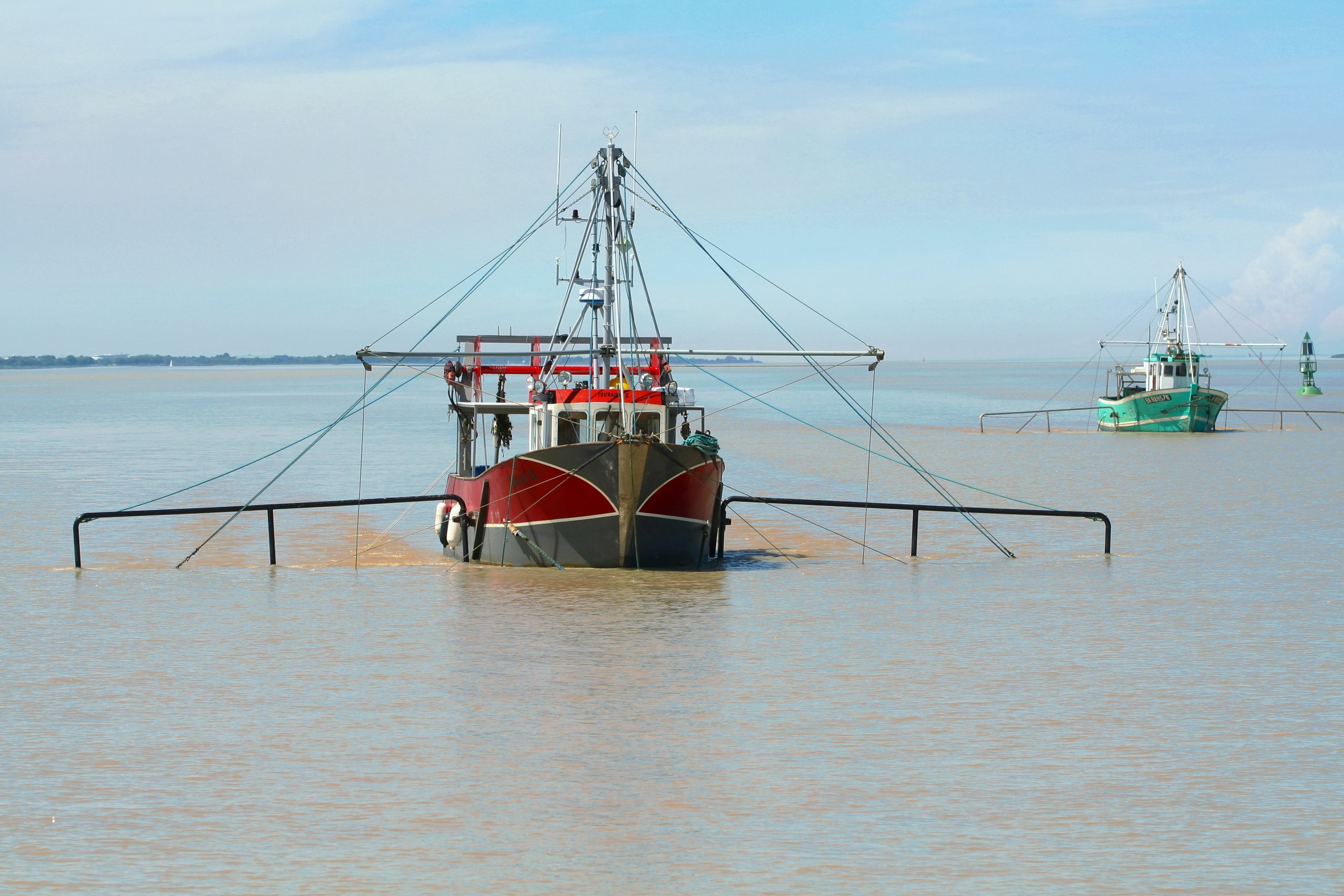
Pesca au carrelet sull'estuario

La pesca nell'estuario della Gironda è soprattutto un'attività rivolta alla pesca dei migratori:
- sardine
- aringhe
- ombrine boccadoro
- anguille
- lamprede
- gamberi bianchi.

La pesca allo storione è stata proibita dal 1982, dopo che per tutto il secolo scorso era stato pescato, per le sue pregiate uova (Caviale), troppo intensamente, tanto che lo storione Europeo si era quasi estinto e per ora non vi sono segni di grossa ripresa.
Un tipico sistema di pesca dell'estuario della Gironda e la pesca detta la pêche au carrelet, che si effettua dai numerosi capanni, posti su piloni (palafitte) che permettono di calare in acqua delle reti quadre (carrelet), collegate ad un'asta che funge da canna (una tecnica di pesca simile si pratica nell'area delle Valli di Comacchio, soprattutto lungo i canali, e viene detta pesca coi padelloni o bilancioni).